# Cap Verd
|  | No s'ha de confondre amb l'accident geogràfic Cap Verd (Senegal), per altres significats vegeu Cap Verd (desambiguació). |

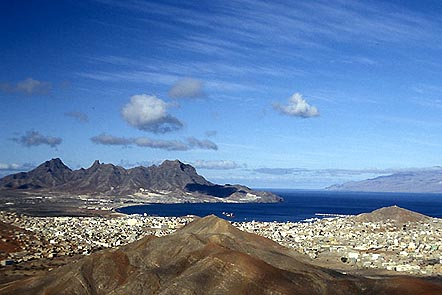
Vista de São Vicente.

Cap Verd (Cabo Verde en portuguès) és una república insular situada en un arxipèlag de l'Atlàntic nord, enllà de la costa occidental de l'Àfrica. La capital és Praia i la segona ciutat més poblada és Mindelo.

## Història
Les illes de Cap Verd, inicialment deshabitades, foren colonitzades pels portuguesos al segle xv quan mitjançant el Tractat d'Alcaçovas el Regne de Portugal i el Regne de Castella es varen repartir la influència marítima a l'Atlàntic. En 1456, en el seu segon viatge d'exploració de la regió del riu Gàmbia, Alvise Cadamosto i Antoniotto Usodimare van descobrir algunes de les illes de l'arxipèlag de Cap Verd, de manera que van ser els primers europeus a arribar-hi. Així Portugal adquirí l'hegemonia marítima per sota el Cap Verd. Posteriorment les illes van esdevenir un dels centres de tràfic d'esclaus, que fou abolit el 1878 a Portugal i les seves colònies.
Durant els segles xviii i xix els mariners de la costa empordanesa anaven a buscar-hi corall. Després d'una estada de nou o deu mesos en podien tornar amb un carregament important.
L'any 1975, les illes aconseguiren la independència, en part gràcies a la tasca feta pel Partit Africà per la Independència de Guinea Bissau i Cap Verd (PAIGC). Un cop assolida la independència, el PAIGC volia unir Cap Verd i Guinea Bissau en un sol estat, ja que el partit controlava tots dos governs, però un cop d'estat en aquest darrer país el 1980 entrebancà aquests plans.
En 1991, António Mascarenhas Monteiro (qui va presidir per una dècada la Cort Suprema de Justícia), va ser elegit president, en les primeres eleccions lliures i multipartidàries del país: es va iniciar la transició a una economia de mercat, privatitzant empreses d'assegurances, pesca i bancs, segons les exigències dels organismes internacionals. L'ajuda externa era el 46 % del PIB, un 15 % més provenia de les remeses de diners dels 700 mil capverdians residents en l'exterior. El govern del partit Moviment per a la Democràcia - MPD (centrista), va enfrontar una desocupació del 25 % i, va anunciar la reestructura de l'Estat. En 1993, va començar la reducció a la meitat de 12 mil funcionaris públics, al mateix temps que va alliberar gradualment els preus. El pressupost de 1994, malgrat retallar la despesa pública, va augmentar la inversió pública (en transport, telecomunicacions i desenvolupament rural): de 80 milions de dòlars el 1993 a 138 milions el 1994.
En 1995, el primer ministre Carlos Veiga va fer canvis per afavorir la transició a l'economia de mercat i va fusionar els ministeris de Finances, Coordinació Econòmica i Turisme, Indústria i Comerç en un de sol: Ministeri de Coordinació Econòmica. El Banc de Desenvolupament Africà va prestar, el 1997, 4,9 milions de dòlars per a reconstruir carreteres. Cap Verd també va rebre suport econòmic de la República Popular de la Xina i va crear una associació amb Angola a fi d'invertir en salut i benestar social.
Hi ha reports de brutalitat de la policia amb els detinguts entre 1998 i 1999: els presos excedien la capacitat de les presons, necessitades d'instal·lacions mínimes raonables. L'autocensura dels mitjans de comunicació era molt comuna.

## Política
El govern es basa en la Constitució de 1980. Hi ha eleccions per president i primer ministre, els mandats del qual es perllonguen per un període de cinc anys. Els representants de l'assemblea general també són triats per sufragi directe, així com els caps de la Cort Suprema, encara que aquests últims ho són pel president i el primer ministre.

## Geografia
L'arxipèlag de Cap Verd està format per deu illes, nou de les quals habitades, que es divideixen en dos grups principals: 
- Les illes de Sobrevent al nord (en portuguès Ilhas de Barlavento), que són, d'oest a est, Santo Antão, São Vicente, Santa Luzia (deshabitada), São Nicolau, Sal i Boa Vista, i alguns illots deshabitats.
- Les illes de Sotavent al sud (o Ilhas de Sotavento): Maio, Santiago, Fogo i Brava, i també uns quants illots més. En conjunt són illes d'origen volcànic,[2] petites i muntanyoses. Precisament la màxima altitud és el volcà actiu Pico do Fogo (2.829 m), a l'illa de Fogo.

## Clima
El clima és càlid i sec (25 °C de temperatura mitjana i 437 mm de pluja anuals a Praia), amb una estació seca que dura de desembre a juny i una estació humida molt irregular, amb anys de nul·la precipitació, que va d'agost a octubre, i juliol i novembre son mesos de transició.

## Cultura

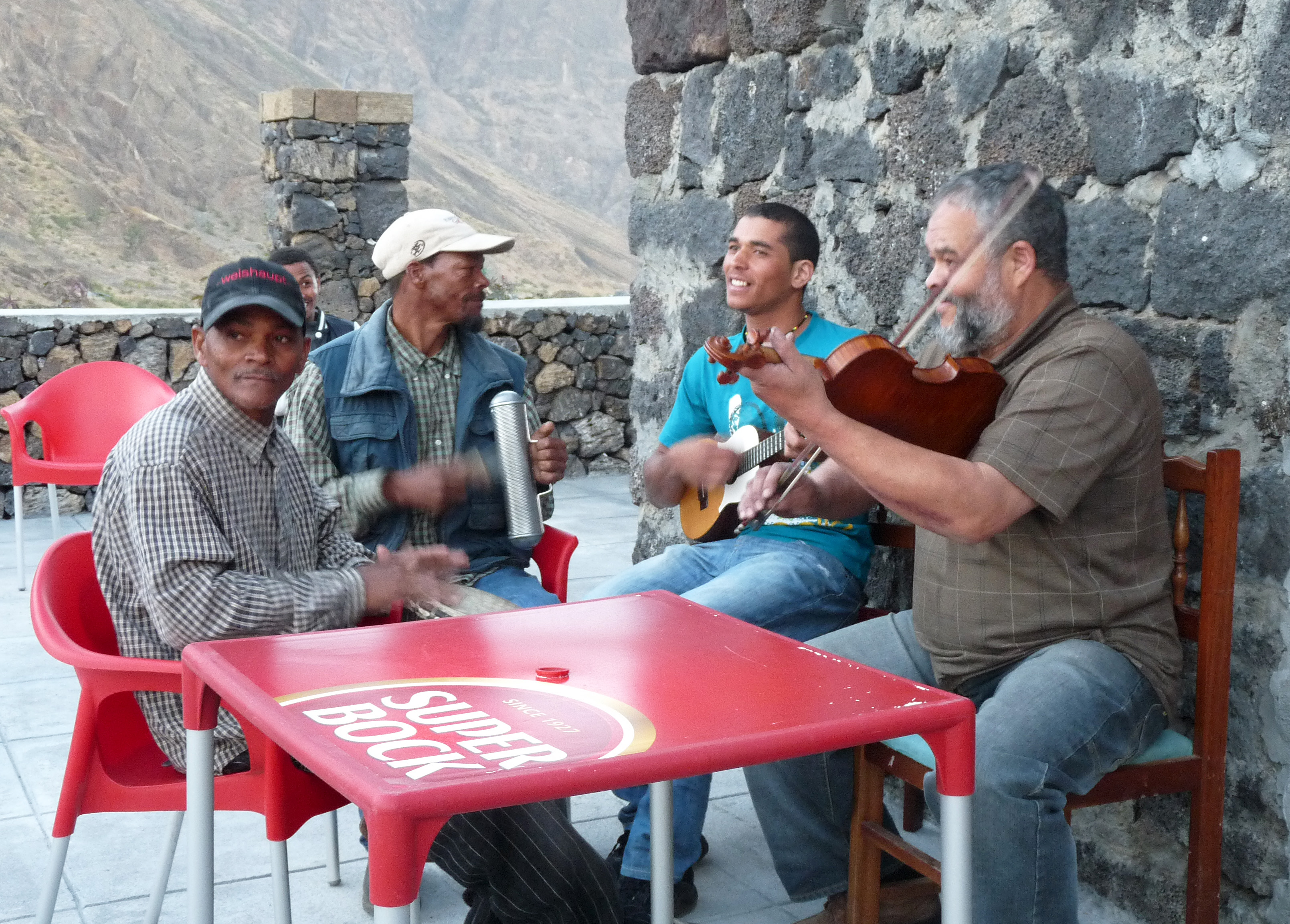
Els capverdians són un poble molt musical; El grup Chã das Caldeiras n'és un exemple.

La cultura de Cap Verd es caracteritza per una barreja d'elements africans i europeus. No es tracta d'una suma de dues cultures que conviuen, sinó d'una nova cultura fruit d'un intercanvi iniciat al segle XV.
Els patrons socials i culturals de Cap Verd són únics. Els partits de futbol i les activitats de l'església són fonts típiques d'interacció social i entreteniment. La tradicional passejada per la praça (plaça de la ciutat) per conèixer amics es practica regularment a les ciutats de Cap Verd.

### Mitjans de comunicació
A les ciutats amb electricitat, la televisió està disponible amb tres canals; un de propietat estatal (RTC – TCV) i tres de propietat estrangera: RTI Cabo Verde llançada per la RTI amb seu a Portugal el 2005; Record Cabo Verde, llançat per la brasilera Rede Record el 31 de març de 2007; i a partir del 2016, TV CPLP. Els canals premium disponibles inclouen les versions capverdianes de Boom TV i Zap Cabo Verde, dos canals propietat de Brazil's Record. Hi ha altres canals premium disponibles a Cap Verd, especialment canals de xarxa per satèl·lit que són habituals en hotels i vil·les, encara que la disponibilitat és limitada. Un d'aquests canals és RDP África, la versió africana de l'emissora portuguesa RDP.
A principis de 2017, al voltant del 19% de la població de Cap Verd té un telèfon mòbil actiu, el 70 % té accés a Internet, l'11 % té un telèfon fix i el 2 % està subscrit a la televisió per cable local. El 2003, Cap Verd tenia 71.700 telèfons de línia principal amb 53.300 telèfons mòbils addicionals en ús a tot el país.
L'any 2004 hi havia set emissores de ràdio, sis independents i una de propietat estatal. Els mitjans són gestionats per l'Agència de Notícies Capeverdiana (secundàriament com a Inforpress).
Les emissores de ràdio nacionals inclouen RCV, RCV+, Radio Kriola i l'emissora religiosa Radio Nova. Les emissores de ràdio locals inclouen Rádio Praia, la primera emissora de ràdio de Cap Verd; Praia FM, la primera emissora d'FM del país; Rádio Barlavento, Rádio Clube do Mindelo i Radio Morabeza a Mindelo.

### Música

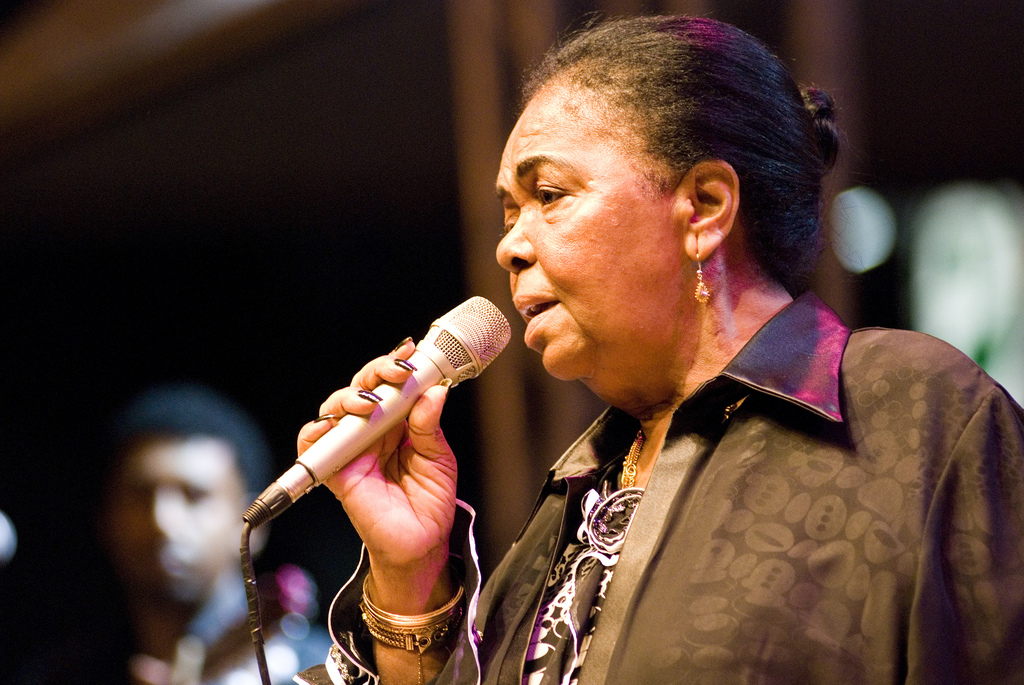
Cesária Évora, cantant de Cap Verd

El poble de Cap Verd és conegut per la seva musicalitat, ben expressada per manifestacions populars com el Carnaval de Mindelo. La música de Cap Verd incorpora "influències africanes, portugueses i brasileres". La música nacional per excel·lència de Cap Verd és la morna, una forma de cançó malenconiosa i lírica cantada típicament en crioll de Cap Verd. El gènere musical més popular després de la morna és la coladeira, seguida de la música funaná i batuque. Cesária Évora va ser la cantant de Cap Verd més coneguda del món, coneguda com la "diva descalça", perquè li agradava actuar descalça a l'escenari. També es coneixia com "La reina de Morna" en oposició al seu oncle Bana, a qui es coneixia com "rei de Morna". L'èxit internacional de Cesária Évora ha fet que altres artistes capverdiens, o descendents de capverdiens nascuts a Portugal, guanyin més espai al mercat musical. En són exemples les cantants Sara Tavares, Lura i Mayra Andrade.
Un altre gran exponent de la música tradicional de Cap Verd va ser Antonio Vicente Lopes, més conegut com a Travadinha, i Ildo Lobo, que va morir l'any 2004. La Casa de Cultura al centre de la ciutat de Praia s'anomena Casa de Cultura Ildo Lobo, en el seu honor.
També hi ha artistes coneguts nascuts de pares capverdians que es van destacar en l'escena musical internacional. Entre aquests artistes hi ha el pianista de jazz Horace Silver, el saxofonista de Duke Ellington Paul Gonsalves, Teófilo Chantre, Paul Pena, els germans Tavares i la cantant Lura.

### Dansa
Les formes de dansa inclouen la dansa suau morna, la coladeira, la versió capverdiana del zouk de Guadalupe anomenada Cabo love, la funaná (una dansa africana sensual), la dansa batuque i el Cabo Zouk.

### Literatura

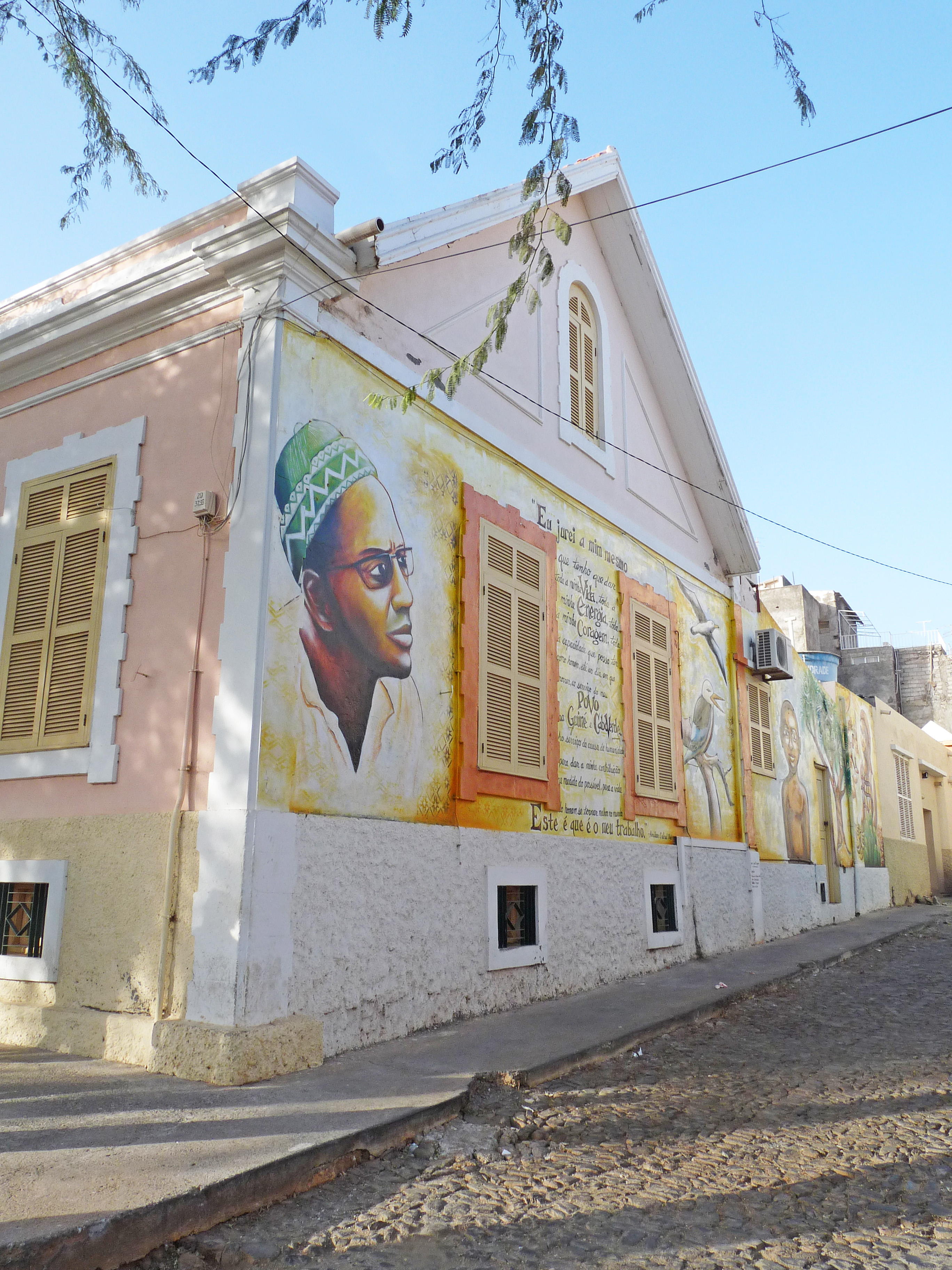
Fundação Amílcar Cabral, a Praia

La literatura de Cap Verd és una de les més riques de l'Àfrica lusòfona. Entre els poetes famosos hi ha Paulino Vieira, Manuel de Novas, Sergio Frusoni, Eugénio Tavares i B. Léza, i autors famosos són Baltasar Lopes da Silva, António Aurélio Gonçalves, Manuel Lopes, Orlanda Amarílis, Henrique Teixeira de Sousa, Arménio Vieira, Kaoberdiano Dambará., Dr. Azágua, i Germano Almeida. La primera novel·la escrita per una dona de Cap Verd va ser A Louca de Serrano de Dina Salústio.

### Cuina

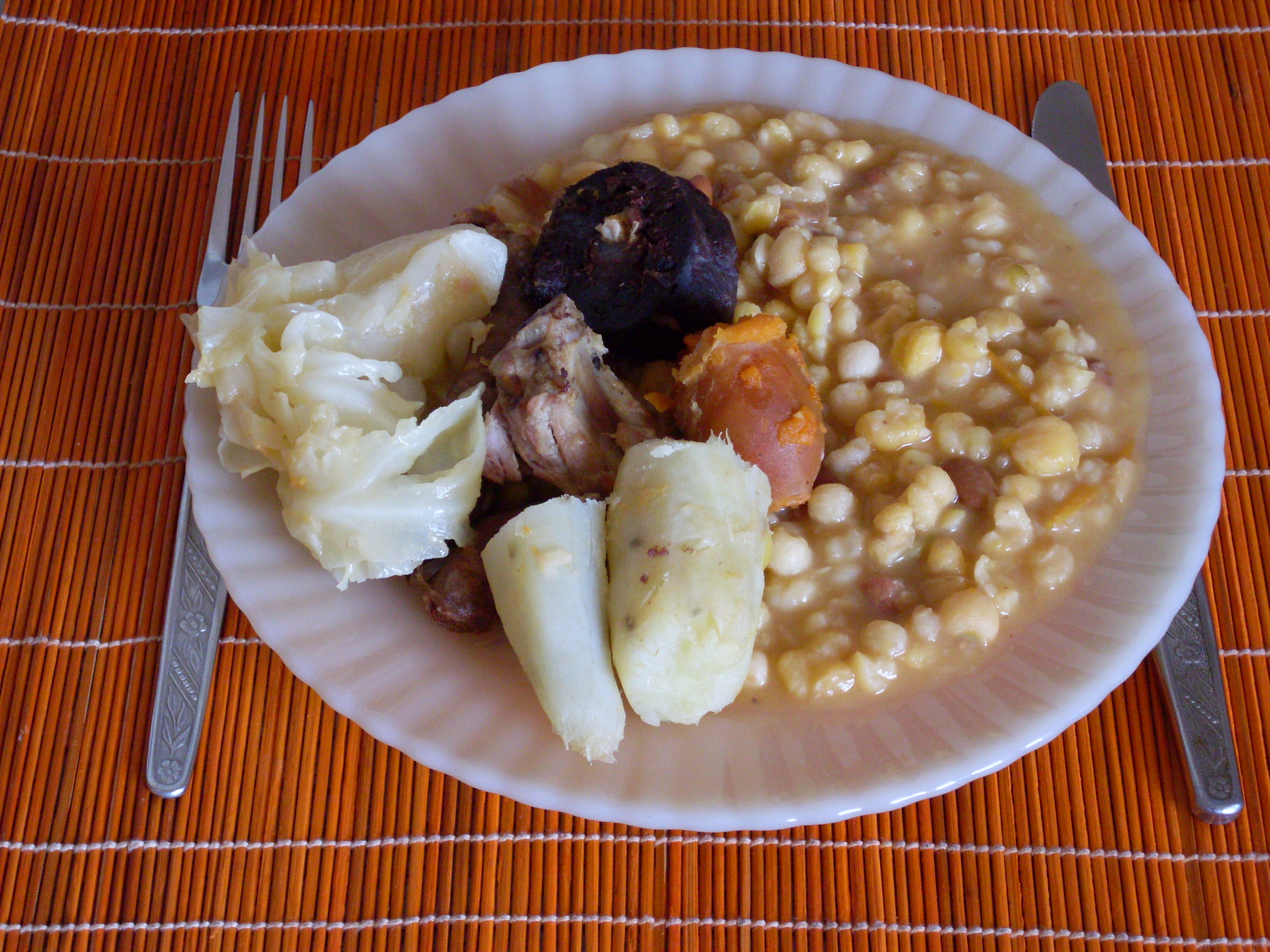
Cachupa, plat típic de Cap Verd

La dieta de Cap Verd es basa principalment en peix i aliments bàsics com el blat de moro i l'arròs. Les verdures disponibles durant la major part de l'any són les patates, les cebes, els tomàquets, la mandioca, la col, la col arrissada i les mongetes seques. Fruites com els plàtans i les papaies estan disponibles durant tot l'any, mentre que altres com els mangos i els alvocats són de temporada.
Un plat popular que se serveix a Cap Verd és la cachupa, un guisat de blat de moro, fesols i peix o carn. Un aperitiu habitual és el pastel, una pasta farcida de peix o carn que després es fregeix.

## Llengües
D'acord amb l'article 9 de la Constitució de la República de Cap Verd de 1992, el portuguès és la llengua oficial, sens perjudici que el mateix article estableix que l'Estat ha de promoure les condicions per a oficialitzar el capverdià, llengua criolla basada en el portuguès i plena d'elements lingüístics africans, en paritat amb la llengua portuguesa. Això implica una cooficialitat no igualitària d'ambdues llengües, sens perjudici que el grup de població que és monolingüe en llengua portuguesa, segons el SIL International, és molt reduït, circumscrit a àrees urbanes i compost bàsicament per ciutadans d'origen portuguès o brasiler. Les dades del SIL International pel que fa a la distribució dels parlants d'ambdues llengües són:
- Crioll capverdià: 393.943 parlants a les illes de Cap Verd. Hi ha els dialectes de Sotavento (255.101 parlants, a les illes de Santiago, Maio i Fogo i a l'illa Brava) i de Barlavento (138.842 parlants a les illes de Santo Antão, São Vicente, São Nicolau, Sal i Boa Vista). També es parla a França, Alemanya, Itàlia, Luxemburg, els Països Baixos, Portugal, el Senegal, Espanya i els Estats Units.
- Portuguès: 14.817 parlants a Cap Verd.

## Demografia
La majoria dels habitants actuals de l'arxipèlag descendeixen de colonitzadors i esclaus. Els segles xviii i xix les illes van ser colpejades per diverses sequeres i fams, agreujades per la desforestació i el pasturatge excessiu, que va destruir la vegetació natural i van provocar que més de 100.000 persones morissin de fam. Només existeixen dues ciutats amb poblacions importants, Praia i Mindelo.
| 1890    | 1900    | 1905    | 1910    | 1920    | 1940    | 1946    | 1950    | 1960    | 1970    | 1980    | 1990    | 2000    | 2010    |
| ------- | ------- | ------- | ------- | ------- | ------- | ------- | ------- | ------- | ------- | ------- | ------- | ------- | ------- |
| 130.000 | 150.000 | 135.000 | 140.000 | 160.000 | 181.740 | 140.000 | 149.989 | 199.902 | 270.999 | 295.703 | 348.000 | 437.000 | 496.000 |

La diàspora capverdiana es refereix a l'emigració de capverdians tant històrica com actual emigració. Avui en dia, hi ha una població similar de capverdians vivint a l'exterior que la del propi Cap Verd. El país amb el major nombre de capverdians que viuen a l'estranger són els Estats Units. Les causes de l'emigració son diverses, entre elles les condicions climàtiques agreujades per la insularitat, la pressió demogràfica agreujada per les mancances estructurals, o la promoció social dificultada per la carència de recursos naturals.

## Economia
L'arxipèlag de Cap Verd té escassos recursos naturals, incloent aigua, que és agreujada per les perllongades sequeres. L'economia és basada en serveis, amb el turisme, el transport i els serveis públics responent per 3/4 del producte interior brut. El país té anualment un gran dèficit comercial, finançat per l'ajuda internacional i pels molts emigrants escampats pel món, que contribueixen amb remissions financeres que complementen el PIB en més del 20 %. El principals socis comercials són Austràlia, l'Estat espanyol, Portugal, França, Xina i Rússia (2017).
El 70 % de la població viu a la zona rural. Arran de la independència del país i l'eliminació del model colonial, per poder autoabastir el consum es va haver de canviar el model productiu tradicional, basat en agricultura de secà per producció de blat de moro i llegums, per una agricultura més basada en el regadiu i la ramaderia, que tenen una participació en el PIB del 9%. Prop de 75 % dels aliments han de ser importats. El potencial de la pesca, principalment llagosta i tonyina no és completament explorat. Hi ha indústries associades a la pesca i a l'alimentació a Mindelo, Praia i Sal.
El turisme és una altra font d'ingressos important, contribuint amb més del 10 % dels 820 milions d'Euros del PIB de Cap Verd l'any de 2005.
La seva situació estratègica al mig de l'Atlàntic ha permès que el transport hi tingui un paper important, disposa del port de Mindelo (Porto Grande) i aeroports internacionals a Sai i Praia, amb indústries i instal·lacions associades, com la reparació naval.